# Пашутинецьке заповідне урочище
Пашутинецьке заповідне урочище — проектоване заповідне урочище. Розташоване на південь від с. Пашутинці на Хмельниччині . 
Зарезервоване для наступного заповідання рішенням Хмельницького облвиконкому № 5 від 25.12.1997 року.

## Опис
Мальовнича місцевість з великим розмаїттям рослин. Виконує проерозійні функції.
Площа — 7,4 га.